# Nem chua

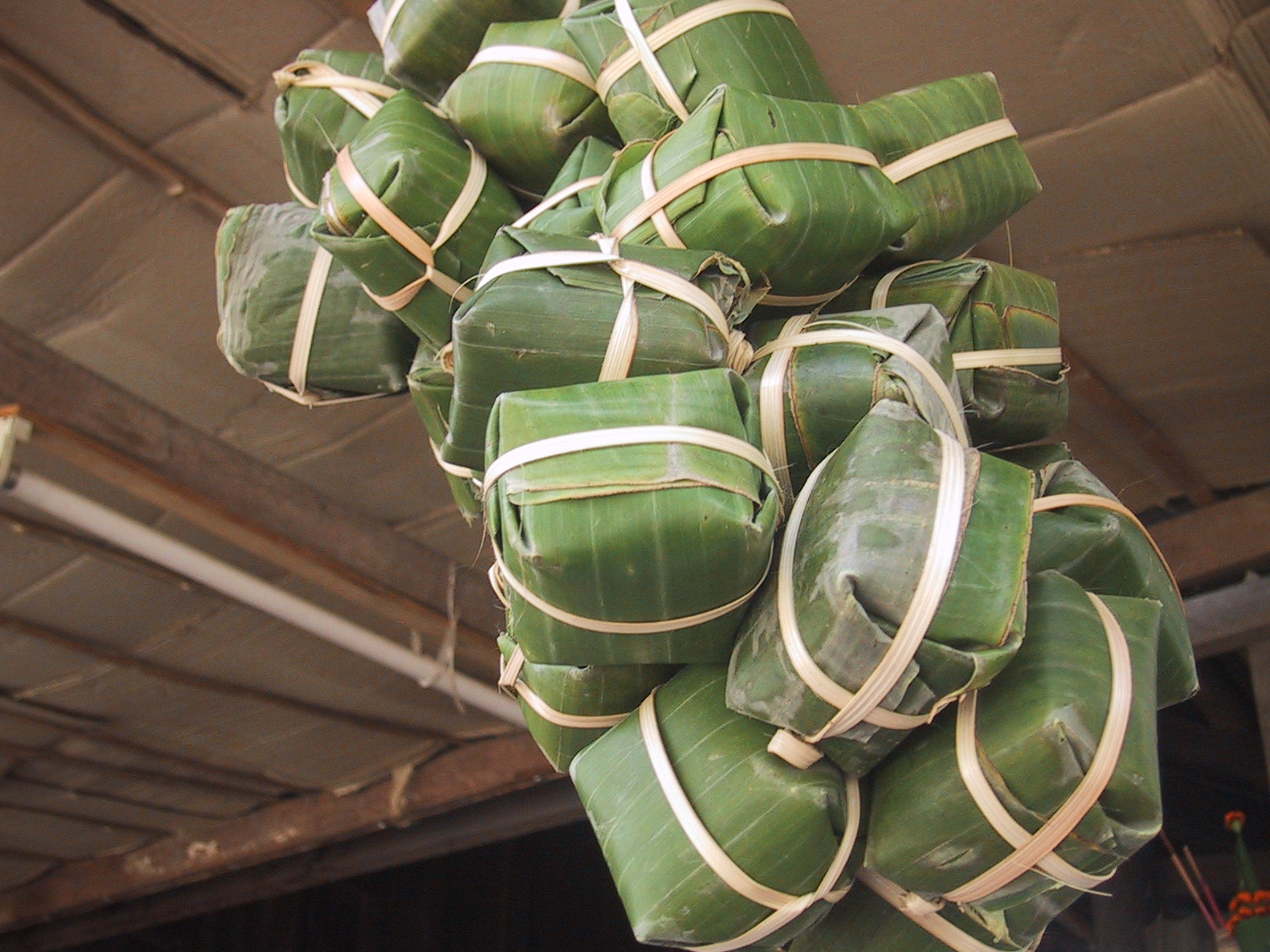
Nem chua

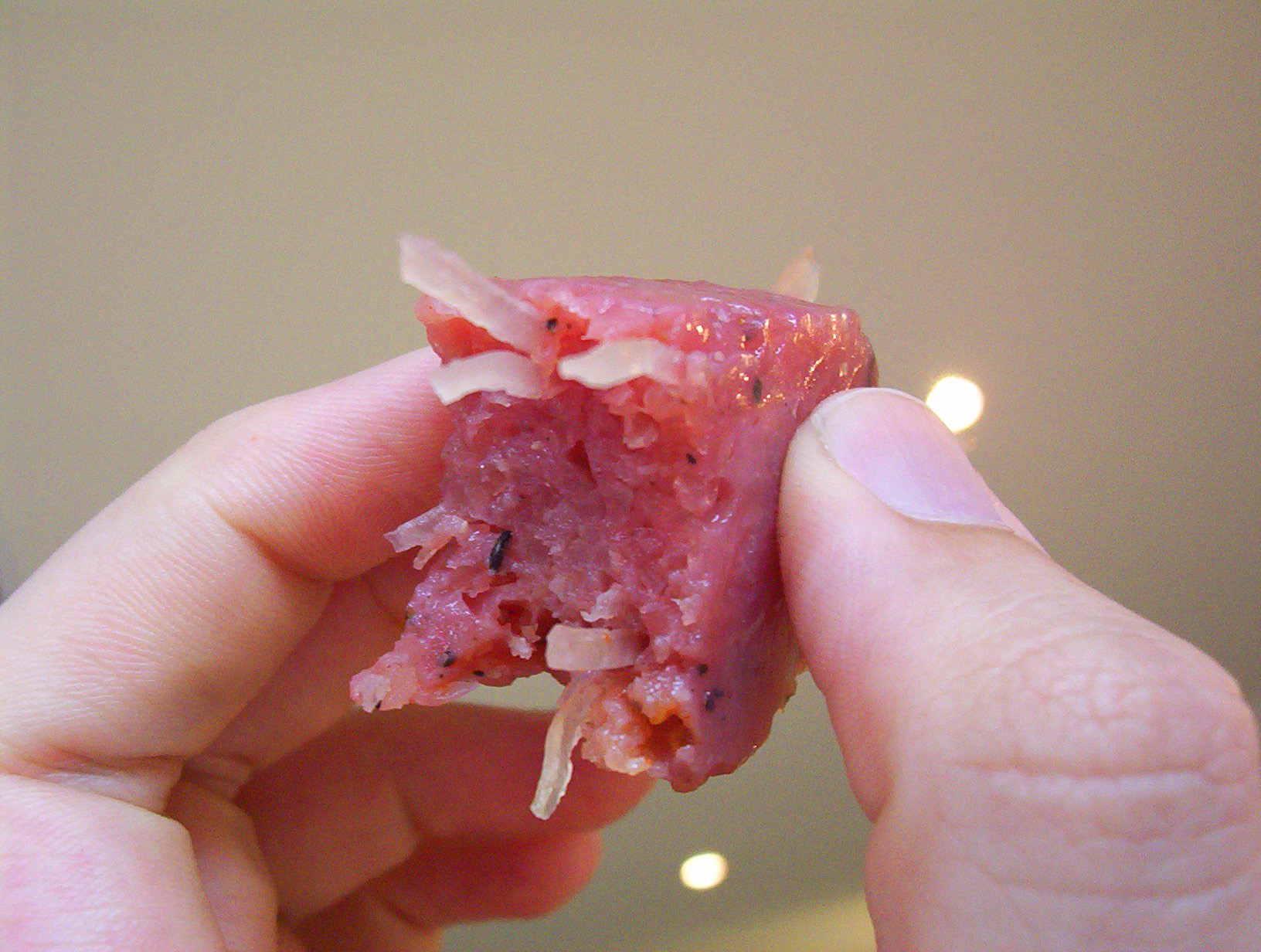
Nem Lai Vung ở miền Nam

Nem chua (phương ngữ Bắc Bộ) hay nem (phương ngữ Trung Bộ và phương ngữ Nam Bộ) là một món ăn sử dụng thịt lợn, lợi dụng men của lá chuối (hoặc lá ổi, lá vông, lá sung v.v.) và thính gạo để ủ chín, có vị chua ngậy. Nổi tiếng ở Việt Nam như một sản vật phổ biến tại nhiều địa phương, tuy không rõ nem chua được người dân vùng nào làm ra đầu tiên. Cách chế biến nem có thể chia thành hai kiểu: Nem Miền Bắc có thể chế biến ăn sống cùng các loại lá đặc biệt; còn Nem Miền Trung (đặc biệt Thanh Hoá và Huế) được đóng gói và lên men trong một số loại lá, trong đó có lá chuối, lá ổi.
Nem chua mỗi vùng đều có hương vị riêng: nem chua của Vĩnh Yên, làng Ước Lễ (Thanh Oai), Yên Mạc (Ninh Bình), Bình Lương (Hưng Yên), Bùi Xá (Bắc Ninh), làng Vẽ (Hà Nội), Quảng Yên (Quảng Ninh), Đại Từ (Thái Nguyên), thành phố Thanh Hóa, Đông Ba (Huế), Ninh Hòa, Lai Vung (Đồng Tháp), An Thọ (An Lão, Hải Phòng) v.v... Nổi tiếng nhất là nem chua Thanh Hóa.

## Phương thức chế biến

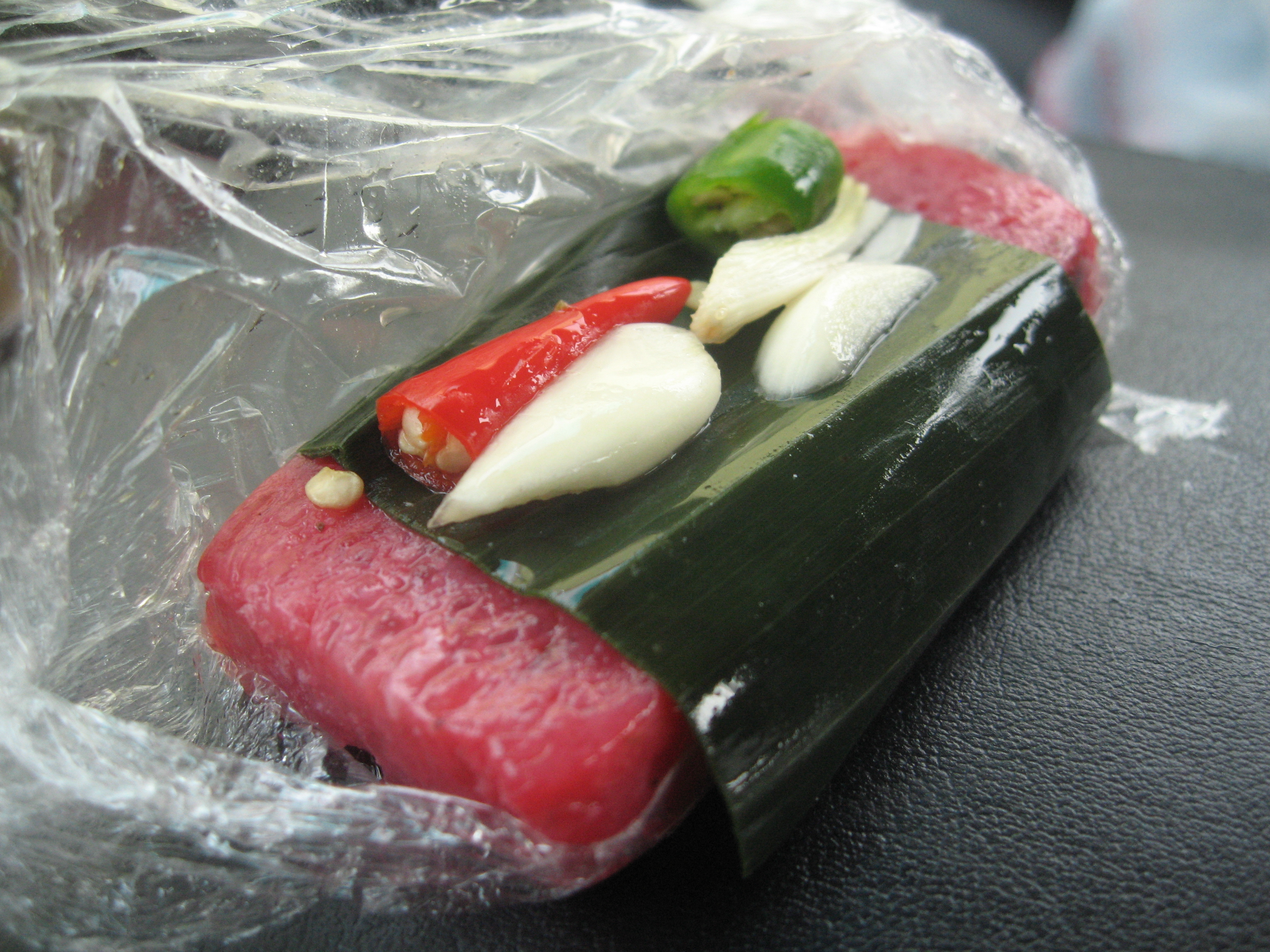
Một miếng nem chua với ớt đỏ, tỏi cùng lên men bọc trong lớp ni lông

Nem chua được làm từ thịt heo (lợn) và chỉ dùng thịt ở mông heo và thịt thăn heo băm nhuyễn hay giã bằng chày và cối, cho các gia vị như muối, tiêu, đường, tỏi... trộn cùng da heo (bì lợn) thái chỉ. Sau đó đem gói bằng lá chùm ruột một lớp mỏng (có nơi dùng lá cây ổi, sung, lá đinh lăng, lá vông nem) và thêm một lớp lá chuối dày bên ngoài. Để khoảng 3-5 ngày là nem chín và có thể ăn được. Có thể ăn như vậy hay là nướng trên lửa than. Người ta thường chấm nem với tương ớt hoặc nước mắm ớt tỏi, đôi khi ăn kèm với tỏi sống. Nem chua thường được dùng trong các quán nhậu, được chế biến thành các món như gỏi nem chua, nộm nem chua v.v...

## Biến thể

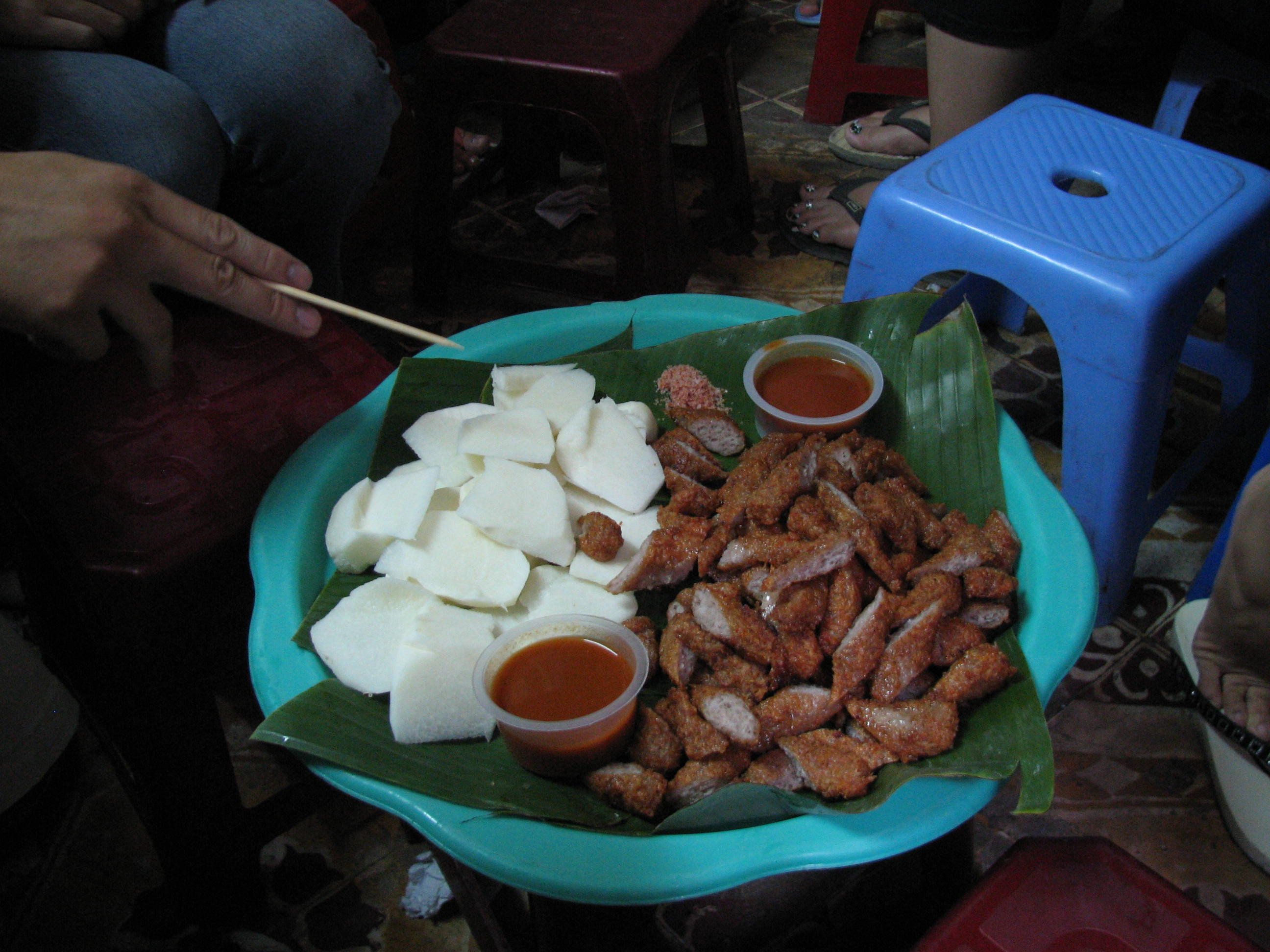
Nem chua rán trên một quán ăn ở phố Hàng Bông, Hà Nội

### Nem chua rán
Ngày nay, ở một số khu vực thuộc Hà Nội như phố Hàng Bông (đoạn ngõ Tạm Thương), Hàng Bồ người ta còn chế biến nem chua thành một món nhậu mới là nem chua rán, nướng. Món này đặc biệt hấp dẫn bởi mùi đặc trưng của nó. Đi ngang qua, không cần nhìn biển hiệu đã ngửi thấy mùi của món. Mùi món này có đặc tính kích thích vị giác rất mạnh. Tất cả các loại nem hiện đang bán trên thị trường Hà Nội đều được cung cấp bởi các hiệu nem chua nổi tiếng nhất Hà Nội hiện nay như Hồng Chiến (phố Lê Đại Hành), Công Châu (đường Trần Xuân Soạn), Đình Dũng (phố Đội Cung) trong đó cửa hàng Hồng Chiến là có nguồn gốc chân truyền xuất xứ từ làng làm giò chả nổi tiếng trước đây là làng Ước Lễ thuộc phủ Hà Đông.

### Nem thính
Cũng với nguyên liệu và cách sơ chế như nem chua nhưng một số nơi có thêm thính gạo (làm bằng gạo, đỗ rang vàng và xay mịn) vào trong nguyên liệu, nem cho thêm thính có lên men sẽ ít thính hơn và vẫn có vị chua, càng nhiều thính và không được lên men thì nem sẽ có hương vị khác hoàn toàn với nem chua do không có vị chưa đặc trưng (do được lên men chua), khi ăn thường sẽ phải vắt thêm chanh hoặc sử dụng kèm với mắm dấm. Món nem nổi tiếng dạng này là nem Phùng (Đan Phượng, Hà Nội) hoặc một số nơi khác như Hải Phòng, Nam Định, Thanh Hóa... những món này thường gọi tên là nem thính. Cách ăn nem thính cũng mỗi nơi một khác, ví dụ nem thính Hải Phòng thì thường không sử dụng thịt sống (thịt được luộc chín tái) do đó không cần lên men và không gói thành chiếc như nem Phùng hay nem Nam Định nhưng lại có cách ăn (sử dụng nước mắm) tương tự hai loại nem này. Riêng nem thính Thanh Hóa thì lại được nướng trước khi ăn.